# Avia B-35
Avia B-35 – czechosłowacki myśliwiec z czasów II wojny światowej.

## Historia
Avia B-35 był myśliwcem skonstruowanym w II poł. lat 30. XX wieku w Czechosłowacji. Praca nad tym myśliwcem rozpoczęto 22 maja 1936 roku z nakazu Ministerstwa Obrony, które kazało skonstruować trzy prototypy. Prototypy miała przygotować wytwórnia Avia, a głównym projektantem został inż. František Novotný. Po roku prac był gotowy model samolotu.
Jako napęd użyto silników Hispano Suiza 12 T-1000 (wytwórnia Avia produkowała je na licencji). 28 września 1938 toku miał miejsce pierwszy lot prototypu B-35/1. Dalsze loty wstrzymano po katastrofie samolotu pod Hloubetin – 22 listopada 1938 roku. W katastrofie zginął pilot Arnost Kavalec. Drugi prototyp B-35/2 został ulepszony. Pomniejszono wymiary, zmodyfikowano kadłub. 30 grudnia 1938 roku rozpoczęto badania z drugim prototypem.
Po zajęciu Czechosłowacji przez III Rzeszę w marcu 1939 roku kontynuowano pracę nad B-35, czego efektem był trzeci prototyp B-35/3. W odróżnieniu od dwóch poprzednich prototypów B-35/3 miał chowane podwozie, uzbrojenie: działko Oerlikon kal. 20 mm i 2 karabiny maszynowe MG kal. 7,92 mm. Oblot prototypu nastąpił 20 czerwca 1939 roku. Wyprodukowane 3 egzemplarze wyeksportowano do Bułgarii.

## Opis techniczny
Avia B-35 była samolotem o konstrukcji mieszanej. Kadłub zbudowany ze stalowych rur spawanych ze sobą. W okolicy kokpitu i silnika pokryty blachą aluminiową, natomiast reszta była pokryta płótnem. Skrzydła eliptyczne o konstrukcji drewnianej wykończone aluminiową ramką. Ster pokryty tkaniną. Podwozie chowane w locie.

## Literatura
- Bílý, Miroslav. Avia B-35/B-135 (in Czech/English). Praha, MBI, 2003.
- Green, William. War Planes of the Second World War, Fighters, Volume One. London: Macdonald & Co.(Publishers) Ltd., 1960.
- Taylor, Michael J. H. Jane's Encyclopedia of Aviation. London: Studio Editions, 1989.